# 拉芙蘭里
拉芙蘭里，是台灣高雄市桃源區的一里，位於該區中部。現任里長為吳光宇。
原名梅蘭，2009年改為現名。2010年因高雄縣市合併升格而改制為里迄今。

## 位置
北側與復興里接壤，南邊為梅山里，東邊是臺東縣海端鄉，西側則為那瑪夏區。

## 外部連結
- 桃源區公所 （页面存档备份，存于）